# 대한민국 헌법 제20조
대한민국 헌법 제20조는 종교의 자유를 인정하고 국교를 부정하며 정교분리를 선언하는 대한민국 헌법의 조항이다. 2항으로 구성되어 있다.

## 본문
① 모든 국민은 종교의 자유를 가진다.

② 국교는 인정되지 아니하며, 종교와 정치는 분리된다.

## 내용
- 종교의 자유
- 국교부인과 정교분리

## 같이
dmdmdmdm
- 대한민국 헌법 제2장
- 미결수용자에 대한 종교행사 참석불허 사건
- 종교 선택의 자유
- 종교의 자유
- 신앙의 자유